# Himne de La Rioja
L'Himne de La Rioja és l'himne oficial de la comunitat autònoma de La Rioja. Va ser composta per Eliseo Pinedo i no té lletra.